# Lexus CT
Lexus CT 200h är en fullhybridbil som tillverkas av Lexus. Modellen introducerades i Genève (Geneva Auto Show) 2010 och de första leveranserna av modellen nådde Sverige våren 2011. Drivsystemet har lånats från Toyota Priuis/ Auris HSD  . Det innebär att bilen drivs av en bensinmotor på 99 hk i kombination med en elmotor på 82 hk. Maximal effekt med båda motorerna är 136 hk. Lexus CT är utrustad med fyra olika körprogram – EV, Eco, Normal och Sport .  
När Lexus CT200h introducerades var det marknadens första fullhybridmodell i premiumkompaktklassen. Andra modeller är RX 450h, GS 450 h och LS 600h.

## Bildgalleri
|         |
| CT 200h |

|                |
| CT 200h FSport |

|          |
| Interiör |